# Pseudoacanthocereus sicariguensis
Pseudoacanthocereus sicariguensis är en kaktusväxtart som först beskrevs av Léon Camille Marius Croizat och Tamayo, och fick sitt nu gällande namn av Nigel Paul Taylor. Pseudoacanthocereus sicariguensis ingår i släktet Pseudoacanthocereus och familjen kaktusväxter. Inga underarter finns listade i Catalogue of Life.